# Waihee-Waiehu
Waihee-Waiehu es un lugar designado por el censo ubicado en el condado de Maui en el estado estadounidense de Hawái. En el año 2010 tenía una población de 8841 habitantes y una densidad poblacional de 650,1 personas por km².

## Geografía
Waihee-Waiehu se encuentra ubicado en las coordenadas 20°55′11″N 156°30′16″O / 20.91972, -156.50444.

## Demografía
Según la Oficina del Censo en 2000 los ingresos medios por hogar en la localidad eran de $63. 236, y los ingresos medios por familia eran $64 195. Los hombres tenían unos ingresos medios de $34 742 frente a los $27 015 para las mujeres. La renta per cápita para la localidad era de $18 008. Alrededor del 6,8% de la población estaba por debajo del umbral de pobreza.